# Harløse
Harløse er en dansk landsby, der ligger vest for Hillerød i Nordsjælland. Umiddelbart mod øst ligger Ny Harløse.
|  | Denne artikel om lokaliteten Harløse kan blive bedre, hvis der indsættes et (bedre) billede. Du kan hjælpe ved at afsøge Wikimedia Commons for et passende billede eller lægge et op på Wikimedia Commons med en af de tilladte licenser og indsætte det i artiklen. |

55°55′08″N 12°12′07″Ø / 55.919°N 12.2019°Ø